# Interstate TDR
L'Interstate TDR est un des premiers avions sans pilote (appelé drone par les Américains), qui fut mis au point par la société Interstate Aircraft durant la Seconde Guerre mondiale, au profit de la marine des États-Unis. Il était capable d'emporter une charge offensive de bombes ou une torpille. 2000 exemplaires avaient été commandés, mais seulement environ 200 ont été effectivement construits. Cet engin a servi durant la guerre du Pacifique contre l'empire du Japon, mais des problèmes de développement persistants affectèrent la mise au point. En outre, le succès d'opérations utilisant des armes plus conventionnelles a conduit à la décision d'annuler le programme en octobre 1944.

## Variantes

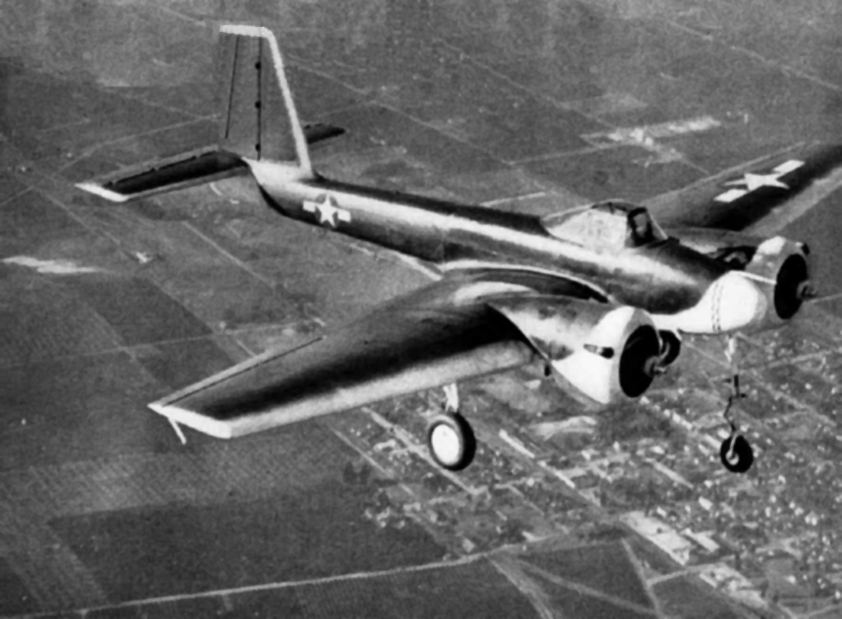
Interstate XTD3R

- XTDR-1
- TDR-1
- XTD2R-1
- XTD3R-1
- XTD3R-2
- TD3R-1
- XBQ-4
- XBQ-5
- XBQ-6
- BQ-6A